# Lecanophora
Lecanophora es un género con doce especies de plantas con flores de la familia  Malvaceae. Es originario de Sudamérica.  Fue descrito por Carlos Luis Spegazzini y publicado en Revista Argentina de Botánica 1: 211, en el año 1926.

## Especies
| - Lecanophora ameghinoi - Lecanophora chubutensis - Lecanophora dissecta - Lecanophora ecristata - Lecanophora glaucophylla - Lecanophora heterophylla | - Lecanophora jarae - Lecanophora linoides - Lecanophora patagonica - Lecanophora ruiz-lealii - Lecanophora subacaulis - Lecanophora tehuelches |